# Сава Цеков
Сава Цеков е български духовник, архимандрит и общественик, председател на Костурската българска община от края на XIX век.

## Биография
Цеков е роден в костурското село Загоричани, тогава в Османската империя, днес Василиада, Гърция. Става йеромонах и към 1890 година е изпратен от Българската екзархия за глава на Костурската българска църковно-училищна община. Архимандрит Сава заедно с Търпо Поповски открива в Костур български училищен пансион.
След смъртта на Сава Цеков в края на 1895 година председатели (архиерейски наместници) стават Търпо Поповски, Козма Пречистански, Никола Шкутов и Григорий Попдимитров.